# Blijdorp (wijk)

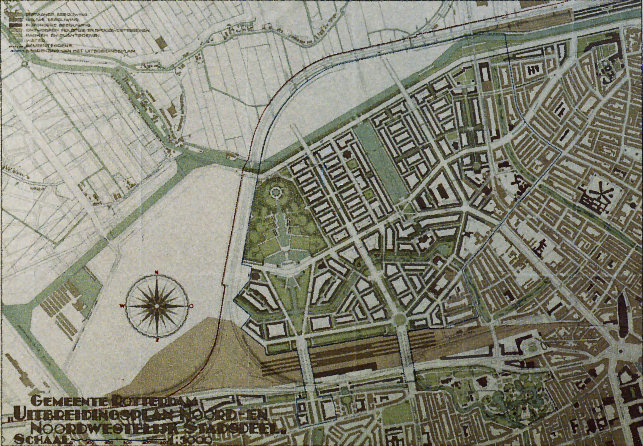
Uitbreidingsplan van Kromhout en Witteveen

Blijdorp is een wijk in het noorden van Rotterdam en maakt deel uit van het stadsdeel Rotterdam-Noord. Een deel van de wijk valt onder het rijksbeschermd gezicht Blijdorp / Bergpolder (in procedure). In het zuidwesten van Blijdorp bevindt zich Diergaarde Blijdorp, de dierentuin van Rotterdam. In de wijk wonen ongeveer 9500 personen.

## Periode van voor 1930
Zie voor een beschrijving van het gebied van voor 1930 de Blijdorpse polder.

## Aanleg van de wijk
Blijdorp werd tussen 1931 en 1940 aangelegd in de Blijdorpse polder, waar de wijk naar genoemd is. De wijk wordt begrensd door de in 1940 gedempte Noorderhaven, het Noorderkanaal, het Schie-Schie kanaal en de spoorlijn naar Hoek van Holland. Blijdorp grenst aan de wijken Bergpolder en de Provenierswijk.
De aanleg van Blijdorp werd mogelijk na het dempen van de Rotterdamse Schie. Bij het Duitse bombardement van 14 mei 1940 werd Blijdorp niet getroffen. Een monument ter herinnering aan het bombardement staat in een groenstrook aan de Statenweg, ter hoogte van het appartement waar het tijdelijke hoofdkwartier van de bevelhebber van de Rotterdamse strijdkrachten, kolonel P.W. Scharroo, gevestigd was. Na het bombardement was de behoefte aan nieuwe huisvesting groot en kwamen in het Noorderkanaal bij de wijk een groot aantal woonboten te liggen die anno 2012 daar nog aanwezig zijn.

## Bijzondere bouwwerken
De Prinsekerk werd in 1934 in Blijdorp in gebruik genomen. In deze kerk bevindt zich een uit 1723 stammend orgel dat is voorbestemd tot de status van rijksmonument. Een tweede in de wijk gebouwd godshuis, de Statensingelkerk, werd in 1988 gesloopt en vervangen door een verzorgingshuis.
De wijk telt nog twee kerkelijke gebouwen: De rooms-katholieke Albertus de Grotekerk van architect H.J.A. Bijlard aan de Cornelis Muschstraat en de synagoge aan de Bentincklaan. De twee laatste bedehuizen zijn voorbeelden van naoorlogse bouw in Blijdorp. Verder zijn dat onder andere de Statenflat en overige bebouwing aan het Bentinckplein en de bebouwing aan de Schimmelpenninckstraat: het Montessori Lyceum en de seniorenflat uit 1973 die oorspronkelijk de bestemming had van Joods Centraal Tehuis. Ook de middelbare school aan de Walenburgerweg dateert uit de wederopbouwperiode.

### Wooncomplex De Eendracht

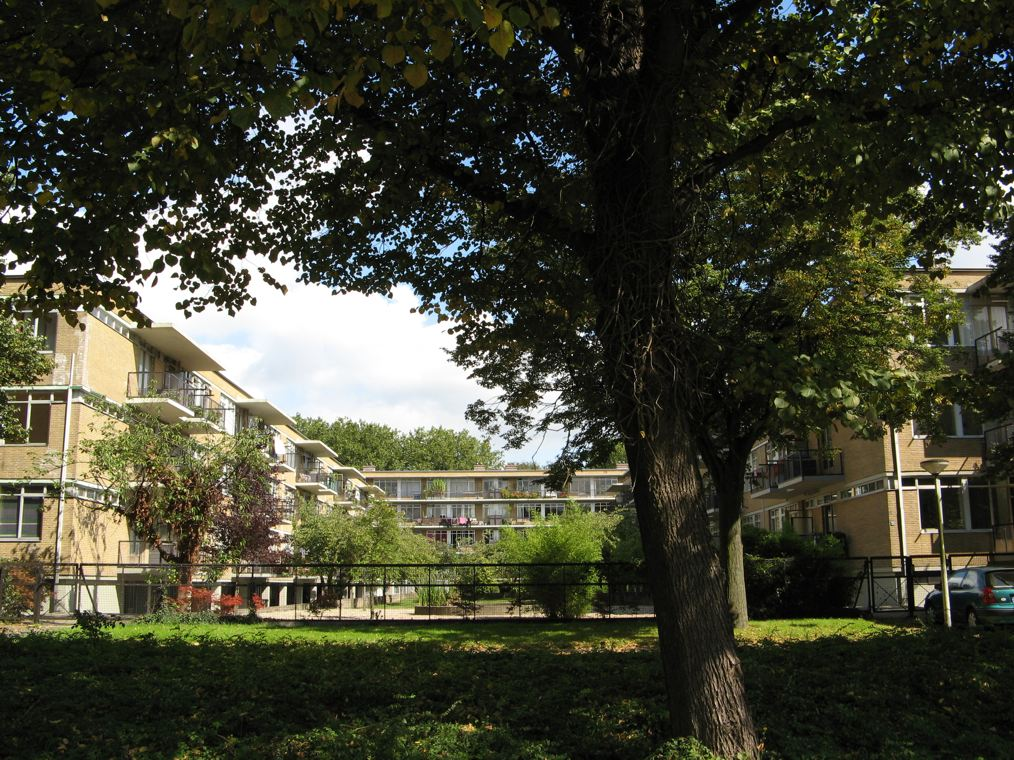
Wooncomplex De Eendracht van Jo van den Broek

Midden in de wijk ligt het monumentale wooncomplex De Eendracht, ontworpen door architect Jo van den Broek, dat is opgenomen in het register van rijksmonumenten. 'De Eendracht' wordt begrensd door de Statenweg, Vroesenlaan, Navanderstraat en Van der Horststraat.
Van den Broek ontwierp de huizen onder het motto ‘licht, lucht en ruimte’. De appartementen hadden een dag en een nacht plattegrond. Door middel van schuifdeuren met veel glas erin en opklapbedden werd de ouderslaapkamer een speelkamer en de slaapkamer van de oudere kinderen een studeerkamer. Doordat een woning twee gangen heeft bleven in de nachtsituatie wc, badkamer en keuken voor iedereen bereikbaar zonder door een slaapkamer te hoeven. Tussen de woonkamer en de keuken bevond zich een doorgeefservieskast.
Het bouwblok is U-vormig met de opening richting het Vroesenpark zodat vanuit alle woningen het park zichtbaar is.

### Centraal Plan 1937-1939

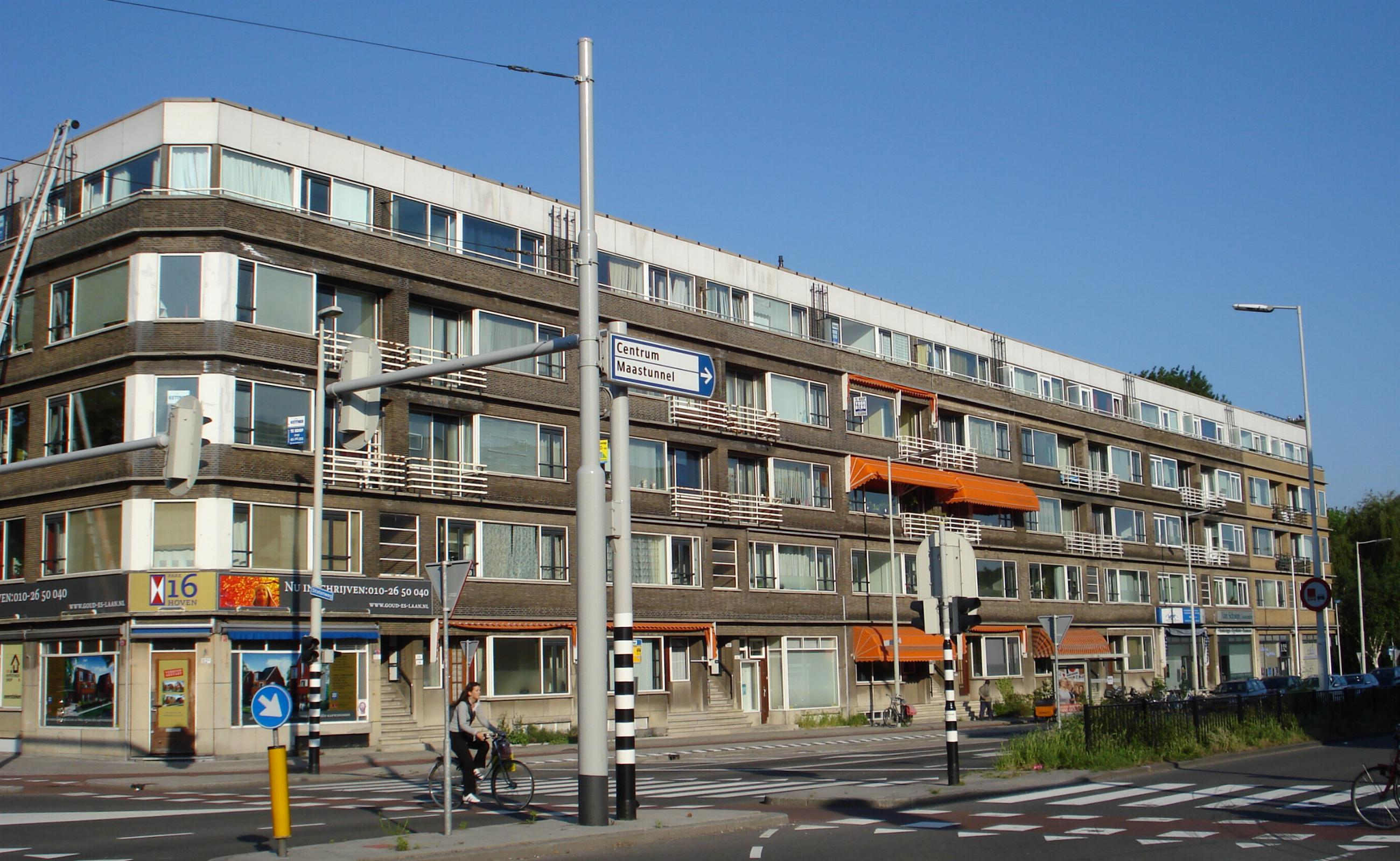
Centraal Plan Complex (kruising Stadhoudersweg-Statenweg)

Het Centraal Plan omvat de vier woonblokken, met bedrijfspanden op de benedenverdieping, op de kruising Stadhoudersweg-Statenweg met grote woningen, gelegen rond ruime binnenterreinen. Het is een voorbeeld van de Blijdorpse woningbouw uit de dertiger jaren.
De woningcomplexen zijn ontworpen door de architecten J.H. van den Broek, W.Th.H ten Bosch en A. Otten in de stijl van de nieuwe zakelijkheid. Het Centraal Plan werd ontworpen als voorbeeld voor de verder door particuliere woningbouwondernemers uit te voeren bouwkundige invulling van het uitbreidingsplan Blijdorp.
Rond 1996 werden de panden, vooral de benedenverdieping, nogal fors verbouwd, hetgeen het oorspronkelijke karakter deels heeft aangetast. In 2002 zijn de vier blokken waaruit het complex bestaat aangewezen als rijksmonument.

## Groen
De Statensingel loopt in een parkachtige aanleg door de wijk, beginnend met een grote vijver in het oosten bij de Prinsekerk en eindigend bij de ingang van de diergaarde aan de westkant van de wijk. Ook het Vroesenpark vormt een groen accent tussen de appartementencomplexen waaruit de wijk vrijwel volledig bestaat. Herenhuizen staan alleen aan de Van Aerssenlaan - C. Muschstraat. Deze blokken herenhuizen zijn evenals een groot deel van de overige bebouwing in Blijdorp van de hand van architect W.Th.H. ten Bosch. In 1938 werd het blok herenhuizen aan de Van Aerssenlaan ter hoogte van de kruising met de Statensingel afgesloten door de monumentale 'Villa Wijlacker' uit 1938, eveneens van Ten Bosch.
Agniesebuurt ·
Bergpolder ·
Blijdorp · 
Blijdorpse polder ·
Liskwartier ·
Oude Noorden ·
Provenierswijk
Rotterdam Centrum ·
Rotterdam-Noord ·
Rotterdam-Oost ·
Rotterdam-West ·
Rotterdam-Zuid ·
110-Morgen ·
Afrikaanderwijk ·
Agniesebuurt ·
Bergpolder ·
Beverwaard ·
Blijdorp ·
Blijdorpse polder ·
Bloemhof ·
Boomgaardshoek ·
Bospolder-Tussendijken ·
CS-kwartier ·
Carnisserbuurt ·
Cool ·
Crooswijk ·
De Esch ·
De Veranda ·
Delfshaven ·
Delfshaven-Schiemond ·
Dijkzigt ·
Feijenoord ·
Gadering ·
Groenenhagen-Tuinenhoven ·
Groot-IJsselmonde ·
Heijplaat ·
Het Lage Land ·
Hillegersberg ·
Hillesluis ·
Homerusbuurt ·
Hordijkerveld ·
Kandelaar ·
Karl Marxbuurt ·
Katendrecht ·
Kiefhoek ·
Kleinpolder ·
Kleiwegkwartier ·
Kop van Zuid ·
Kralingen ·
Kralingse Veer ·
Kreekhuizen ·
Landzicht ·
Liskwartier ·
Lloydkwartier ·
Lombardijen ·
Meeuwenplaat ·
Middelland ·
Middengebied ·
Millinxbuurt ·
Molenlaankwartier ·
Molièrebuurt ·
Nesselande ·
Nieuw Engeland ·
Nieuw-Mathenesse ·
Nieuwe Westen ·
Nooddorp ·
Noordereiland ·
Ommoord ·
Oosterflank ·
Oud-Charlois ·
Oud-IJsselmonde ·
Oud-Mathenesse ·
Oude Noorden ·
Oude Westen ·
Oudeland ·
Overschie ·
Pendrecht ·
Prinsenland ·
Provenierswijk ·
Reyeroord ·
Rubroek ·
Sagenbuurt ·
Scheepvaartkwartier ·
Schiebroek ·
Schiemond ·
's-Gravenland ·
Smeetsland ·
Spaanse Polder ·
Spangen ·
Sportdorp ·
Stadsdriehoek ·
Struisenburg ·
Tarwewijk ·
Terbregge ·
Tussenwater ·
Varenbuurt ·
Vondelingenplaat ·
Vreewijk ·
Waalhaven ·
Westpunt ·
Wielewaal ·
Witte Dorp ·
Zalmplaat ·
Zenobuurt ·
Zestienhoven ·
Zevenkamp ·
Zomerland ·
Zuidwijk